# 2012 KP24
2012 KP24 − odkryta w 2012 planetoida z grupy Apolla należąca do obiektów bliskich Ziemi, jej średnica wynosi około 25 metrów.
Planetoida została odkryta w ramach programu Mount Lemmon Survey (będącego częścią Catalina Sky Survey) w nocy z 23 na 24 maja 2012, 28 maja 2012 o godzinie 15:21 GMT przeleciała ona w odległości około 57 tysięcy kilometrów od Ziemi.